# Ruau Sainte-Anne
Le ruau Saint-Anne ou canal de Sainte-Anne ou canal Louis XI est un ancien canal naturel mais aménagé reliant la Loire au nord au Cher au sud, dans la partie occidentale de la plaine alluviale où est construite la ville de Tours dans le département français d'Indre-et-Loire.
Aménagé pour la navigation dès le Moyen Âge, il devient vite insalubre et il est progressivement comblé à partir du dernier quart du XVIIIe siècle, laissant la place vers 1843 au jardin botanique de Tours sur une partie de son ancienne emprise.

## Parcours
Dans le quartier Rabelais-Tonnellé moderne, son cours est direct, depuis l'angle du boulevard Preuilly au nord (alors situé sur la berge de la Loire) à Saint-François au sud ; il est établi à l'ouest du boulevard Tonnellé moderne. Sa largeur, de 90 m au nord, se réduit aux alentours de 35 à 40 m sur le reste de son parcours.
Plusieurs petits cours d'eau, dont le ruisseau de l'Archevêque, se jettent dans le ruau.

## Histoire
La varenne, plaine inondable s'étendant entre la Loire et le Cher, où s'est installée la ville de Tours, est parcourue, bien avant que la ville ne se construise, de paléochenaux d'orientation générale est-ouest qui la drainent. Ces chenaux sont progressivement asséchés et comblés naturellement par apports successifs d'alluvions dans leur lit, et l'action de l'homme lors des phases d'urbanisation ou de mise en culture complète cette disparition.
Le ruau Sainte-Anne est une défluviation naturelle de la Loire vers le Cher, dont le courant coule préférentiellement du nord au sud, sauf en cas de crue abondante du Cher ; la partie sud de son cours emprunte une faille naturelle. Il est cité dès le XIIe siècle mais, à une époque indéterminée, cette jonction naturelle est aménagée en régularisant sa largeur et en redressant son cours. Le rôle du ruau Sainte-Anne consiste à rétablir une communication régulière entre Loire et Cher, propre à servir d’exutoire aux eaux de la ville et pouvant, le cas échéant, jouer un rôle de décharge en cas de crue de l’un des deux cours d’eau. Louis XI le fait désensabler pour améliorer sa navigabilité ; en été cependant, il est souvent presque à sec, constitué d'une succession de boires non reliées entre elles.

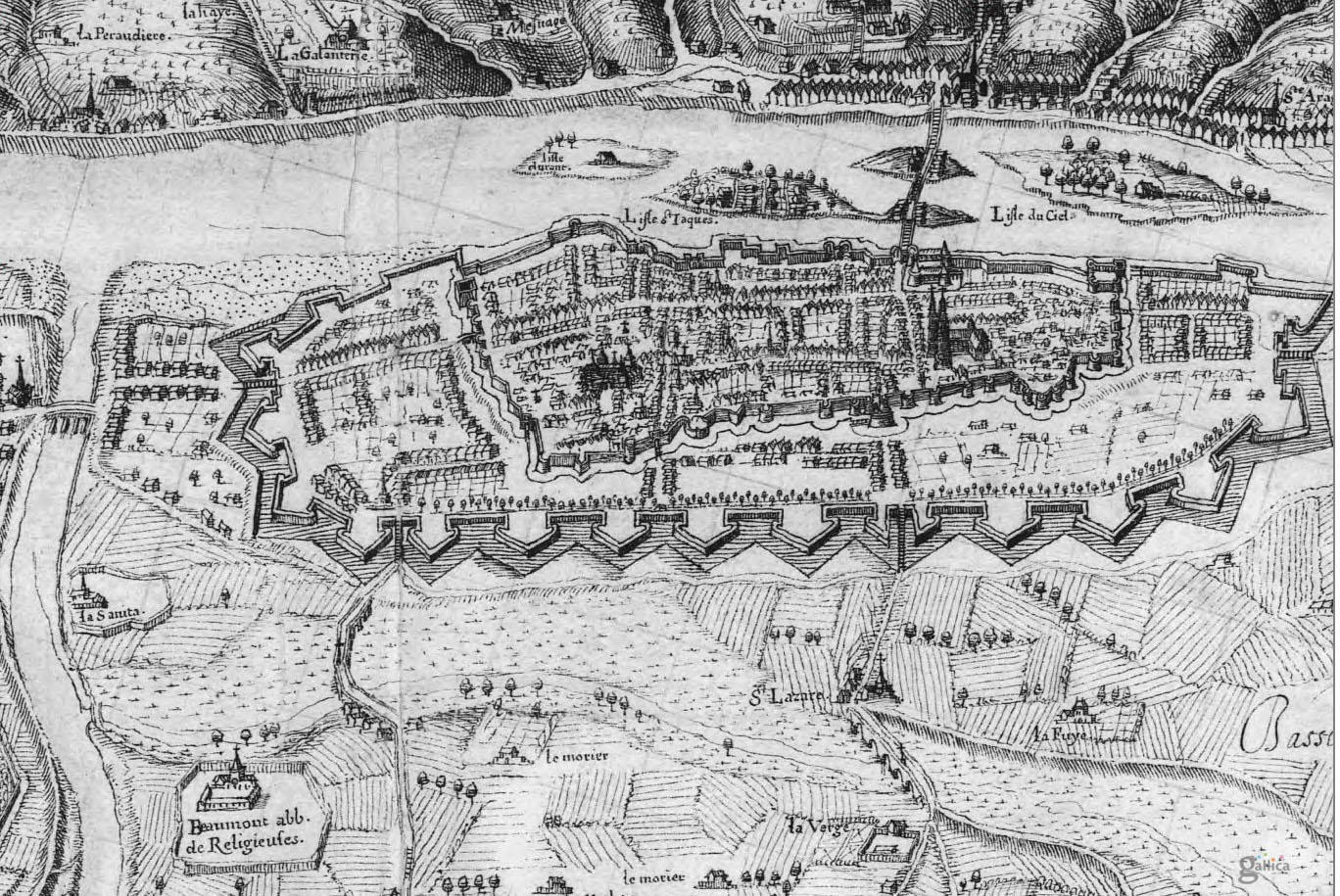
Le ruau Sainte-Anne, à gauche sur la carte de René Siette (1619).

L’une des premières représentations de Tours, datée de 1619, montre  le ruau Sainte-Anne que la grande voie est-ouest de Tours (prolongements des rues Colbert et du Commerce) enjambe, après avoir franchi la porte Notre-Dame-de-la-Riche, sur le « pont Sainte-Anne » détruit en 1776.
Sa présence est à l’origine d’un grave problème sanitaire pour tout l’ouest de Tours. Outre que ses eaux, parfois stagnantes, empuantissent l’air ambiant et y entretiennent des colonies de moustiques transmettant les fièvres paludéennes, le ruau Sainte-Anne sert d’égout à l'hôpital de Tours qui est bâti sur sa rive orientale, ce qui n’est pas sans conséquences sur la santé des habitants du secteur.

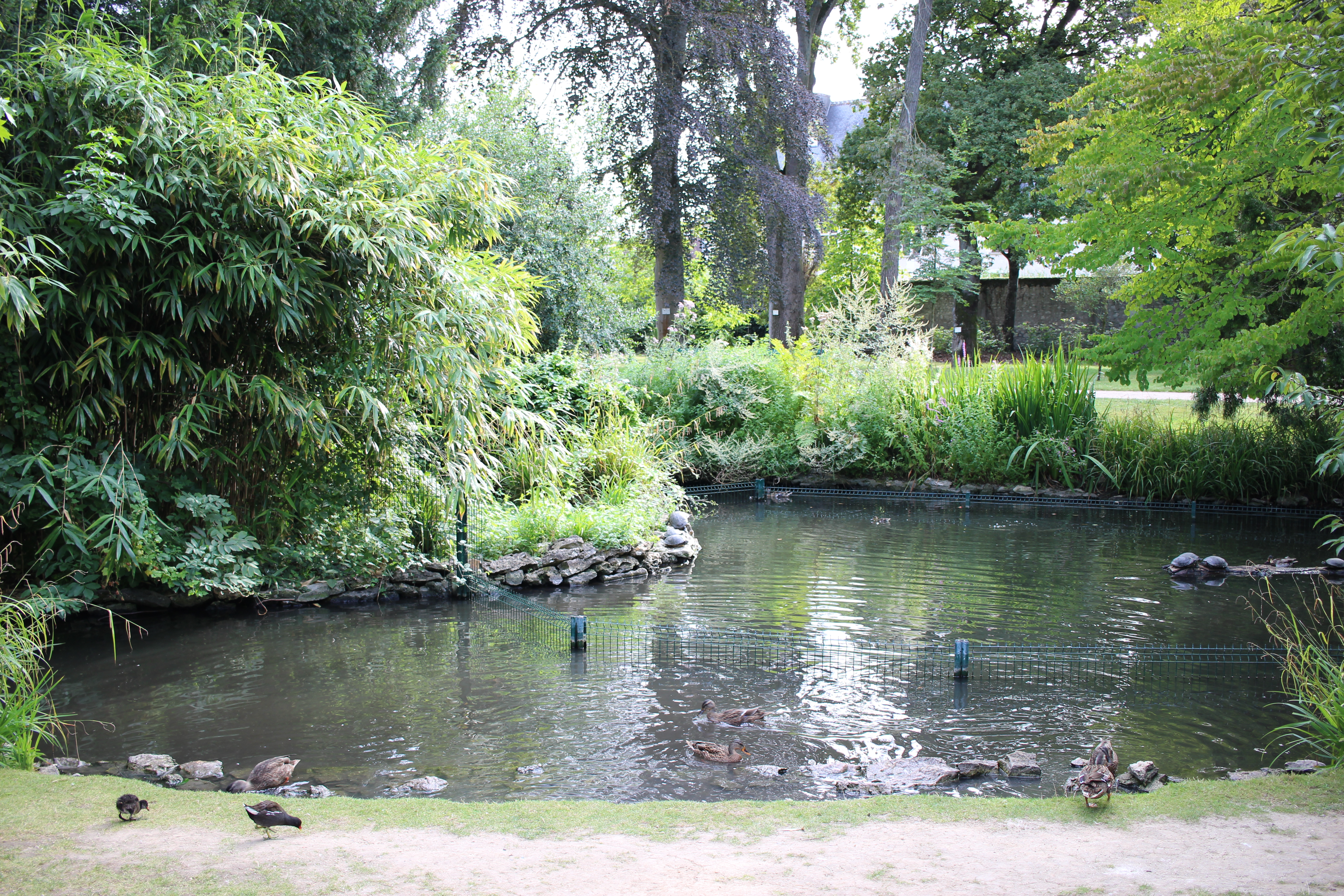
Pièce d'eau du jardin botanique.

Il faut attendre 1774 pour que l'assèchement du ruau soit entrepris ; dans un premier temps, il est barré par une levée de terre vers son extrémité septentrionale, supprimant ainsi la communication entre Cher et Loire ; par la suite, il est peu à peu comblé avec 400 000 m3 de remblais et c’est dans une partie de son lit, sur des terrains concédés par l’hôpital, qu'est construit le jardin botanique de Tours à partir de 1843, certaines portions du ruau étant conservées pour y établir les pièces d'eau du jardin botanique.
La partie méridionale du ruau, quant à elle, continue de servir à l’évacuation des eaux usées de Tours vers le Cher ; elle canalise également les eaux des ruisseaux de la ville ainsi que les collecteurs d’eaux pluviales ; en 1911, des pétitions et une campagne de presse s’insurgent contre le rejet dans le Cher et sans traitement préalable des eaux usées de Tours ayant transité par le ruau Sainte-Anne. La dernière portion aérienne de l’ancien ruau, la plus méridionale, est busée en 1990, depuis la station d’épuration de Saint-François jusqu’au Cher.